# Ariadna Gil
Ariadna Gil i Giner (sinh ngày 23 tháng 1 năm 1969) là một nữ Diễn viên Tây Ban Nha. Chị nổi tiếng về lối diễn xuất diễn cảm trong các phim như Belle Epoque hay Lagrimas Negras.
Đạo diễn Bigas Luna đã phát hiện ra chị trong phim Lola (1986). Sau 4 phim nói tiếng Catalan, chị tham gia phim nói tiếng Tây Ban Nha Amo tu cama rica 1991 của đạo diễn Emilio Martínez Lázaro.
Từ năm 1993 tới năm 2007, chị đã xuất hiện trên 31 phim, trong đó có phim Libertarias, do Vicente Aranda đạo diễn; phim Pan's Labyrinth do Guillermo del Toro đạo diễn hoặc phim Soldados de Salamina, do chồng là David Trueba đạo diễn.

## Danh mục phim
| Năm  | Phim                            | Đạo diễn                 | Ghi chú                                                              |
| ---- | ------------------------------- | ------------------------ | -------------------------------------------------------------------- |
| 2008 | Appaloosa                       | Ed Harris                |                                                                      |
| 2007 | Una estrella y dos cafés        | Alberto Lecchi           |                                                                      |
| 2007 | Bienvenido a casa               | David Trueba             |                                                                      |
| 2006 | El laberinto del fauno          | Guillermo del Toro       |                                                                      |
| 2006 | Alatriste                       | Agustín Díaz Yanes       | Đề cử - Giải Goya cho nữ Diễn viên phụ xuất sắc nhất.                |
| 2005 | Ausentes                        | Daniel Calparsoro        | Đoạt giải Liên hoan phim Fantasporto cho vai nữ xuất sắc nhất (2007) |
| 2005 | Hormigas en la boca             | Mariano Barroso          |                                                                      |
| 2003 | Soldados de Salamina            | David Trueba             |                                                                      |
| 2002 | El beso del oso                 | Serguei Bodrov           |                                                                      |
| 2002 | El embrujo de Shangai           | Fernando Trueba          |                                                                      |
| 2002 | La virgen de la lujuria         | Arturo Ripstein          |                                                                      |
| 2001 | Jet set                         | Fabien Onteniente        |                                                                      |
| 2001 | El lado oscuro del corazón 2    | Eliseo Subiela           |                                                                      |
| 2001 | Torrente 2: Misión en Marbella  | Santiago Segura          |                                                                      |
| 2000 | Nueces para el amor             | Alberto Lecchi           | Đoạt giải Liên hoan phim La Habana cho vai nữ xuất sắc nhất (2000)   |
| 2000 | Obra maestra                    | David Trueba             |                                                                      |
| 2000 | Segunda piel                    | Gerardo Vera             |                                                                      |
| 2000 | Camera Obscura                  | Hamlet Sarkissian        |                                                                      |
| 1999 | Don Juan                        | Jacques Weber            |                                                                      |
| 1999 | Lágrimas negras                 | Ricardo Franco           |                                                                      |
| 1996 | Libertarias                     | Vicente Aranda           |                                                                      |
| 1996 | Malena es un nombre de Tango    | Gerardo Diego            | Đoạt giải Butaca cho nữ Diễn viên chính xuất sắc nhất (1996)         |
| 1996 | Tranvía a la Malvarrosa         | José Luis García Sánchez |                                                                      |
| 1996 | Pasiones rotas                  | Nick Hamm                |                                                                      |
| 1995 | Antártida                       | Manuel Huerga            |                                                                      |
| 1995 | Atolladero                      | Óscar Aibar              |                                                                      |
| 1994 | Los peores años de nuestra vida | Emilio Martínez Lázaro   |                                                                      |
| 1994 | Mecánicas celestes              | Fina Torres              |                                                                      |
| 1994 | Todo es mentira                 | Álvaro Fernández Armero  |                                                                      |
| 1992 | Belle Époque                    | Fernando Trueba          | Đoạt giải Goya cho nữ Diễn viên chính xuất sắc nhất                  |
| 1992 | El columpio                     | Álvaro Fernández Armero  |                                                                      |
| 1992 | Mal de amores                   | Carlos Balague           |                                                                      |
| 1991 | Amo tu cama rica                | Emilio Martínez Lázaro   | Đoạt giải Ondas cho nữ Diễn viên chính xuất sắc nhất (1992)          |
| 1991 | Barcelona Lamento               | Oscar Aibar              |                                                                      |
| 1990 | Capitán Escalaborns             | Carlos Benpar            |                                                                      |
| 1990 | Un submarí a les Tovalles       | Ignasi P. Ferré          |                                                                      |
| 1988 | El complot del Anells           | Álvaro Fernández Armero  |                                                                      |
| 1986 | Lola                            | Juan José Bigas Luna     |                                                                      |

## Các giải thưởng
- 1992: Giải Ondas cho nữ Diễn viên chính xuất sắc nhất, phim "Amo tu cama rica"
- 1992: Giải cho nữ Diễn viên chính xuất sắc nhất Liên hoan phim Peñíscola, cho phim "Amo tu cama rica"
- 1993: Giải Goya cho nữ Diễn viên chính xuất sắc nhất, phim "Belle Époque"
- 1993: Giải Fotogramas de plata, phim "Belle Époque"